# Paris Masters 2005 - Qualificazioni singolare
Le qualificazioni del singolare  del Paris Masters 2005 sono state un torneo di tennis preliminare per accedere alla fase finale della manifestazione. I vincitori dell'ultimo turno sono entrati di diritto nel tabellone principale. In caso di ritiro di uno o più giocatori aventi diritto a questi sono subentrati i lucky loser, ossia i giocatori che hanno perso nell'ultimo turno ma che avevano una classifica più alta rispetto agli altri partecipanti che avevano comunque perso nel turno finale.
Le qualificazioni del torneo Paris Masters 2005 prevedevano 24 partecipanti di cui 6 sono entrati nel tabellone principale.

## Teste di serie
1. Paradorn Srichaphan (primo turno)
2. Stan Wawrinka (ultimo turno)
3. Tomáš Zíb (primo turno)
4. Andreas Seppi (Qualificato)
5. Cyril Saulnier (primo turno)
6. Ivo Minář (primo turno)

1. Dmitrij Tursunov (Qualificato)
2. Kristof Vliegen (primo turno)
3. Stefan Koubek (primo turno)
4. Nicolás Lapentti (Qualificato)
5. Antony Dupuis (primo turno)
6. Novak Đoković (Qualificato)

## Qualificati
1. Novak Đoković
2. Kristof Vliegen
3. Nicolas Mahut

1. Andreas Seppi
2. Dmitrij Tursunov
3. Nicolás Lapentti

## Tabellone

### Legenda
| - Q = Qualificato - WC = Wild card - LL = Lucky loser | - ALT = Alternate - SE = Special Exempt - PR = Protected Ranking | - w/o = Walkover - r = Ritirato - d = Squalificato |

### Sezione 1
|  | Primo turno | Primo turno         | Primo turno    | Primo turno | Primo turno |  |  | Ultimo turno | Ultimo turno      | Ultimo turno | Ultimo turno | Ultimo turno |  |
|  |             |                     |                |             |             |  |  |              |                   |              |              |              |  |
|  |             | Jean-René Lisnard   | 5              | 6           | 6           |  |  |              |                   |              |              |              |  |
|  | 1           | Paradorn Srichaphan | 7              | 3           | 1           |  |  |              | Jean-René Lisnard | 6            | 1            | 4            |  |
|  | 12          | Novak Đoković       | Novak Đoković  | 6           | 6           |  |  | 12           | Novak Đoković     | 4            | 6            | 6            |  |
|  |             | Jérôme Haehnel      | Jérôme Haehnel | 3           | 4           |  |  |              |                   |              |              |              |  |

### Sezione 2
|  | Primo turno | Primo turno            | Primo turno     | Primo turno | Primo turno |  |  | Ultimo turno | Ultimo turno    | Ultimo turno | Ultimo turno | Ultimo turno |  |
|  |             |                        |                 |             |             |  |  |              |                 |              |              |              |  |
|  | 2           | Stan Wawrinka          | 7               | 62          | 6           |  |  |              |                 |              |              |              |  |
|  |             | Guillermo García López | 64              | 7           | 3           |  |  | 2            | Stan Wawrinka   | 4            | 6            | 4            |  |
|  |             | Kristof Vliegen        | Kristof Vliegen | 6           | 6           |  |  |              | Kristof Vliegen | 6            | 2            | 6            |  |
|  | 8           | Jan Hernych            | Jan Hernych     | 4           | 4           |  |  |              |                 |              |              |              |  |

### Sezione 3
|  | Primo turno | Primo turno   | Primo turno   | Primo turno | Primo turno |  |  | Ultimo turno  | Ultimo turno  | Ultimo turno | Ultimo turno | Ultimo turno |  |
|  |             |               |               |             |             |  |  |               |               |              |              |              |  |
|  |             | Nicolas Mahut | Nicolas Mahut | 6           | 6           |  |  |               |               |              |              |              |  |
|  | 3           | Tomáš Zíb     | Tomáš Zíb     | 4           | 3           |  |  | Nicolas Mahut | Nicolas Mahut | 63           | 7            | 7            |  |
|  |             | Antony Dupuis | Antony Dupuis | 6           | 7           |  |  | Antony Dupuis | Antony Dupuis | 7            | 62           | 64           |  |
|  | 11          | Răzvan Sabău  | Răzvan Sabău  | 4           | 62          |  |  |               |               |              |              |              |  |

### Sezione 4
|  | Primo turno | Primo turno       | Primo turno       | Primo turno | Primo turno |  |  | Ultimo turno | Ultimo turno  | Ultimo turno  | Ultimo turno | Ultimo turno |  |
|  |             |                   |                   |             |             |  |  |              |               |               |              |              |  |
|  | 4           | Andreas Seppi     | Andreas Seppi     | 6           | 7           |  |  |              |               |               |              |              |  |
|  |             | George Bastl      | George Bastl      | 4           | 5           |  |  | 4            | Andreas Seppi | Andreas Seppi | 7            | 6            |  |
|  |             | Stefan Koubek     | Stefan Koubek     | 7           | 6           |  |  |              | Stefan Koubek | Stefan Koubek | 611          | 0            |  |
|  | 9           | Daniele Bracciali | Daniele Bracciali | 613         | 1           |  |  |              |               |               |              |              |  |

### Sezione 5
|  | Primo turno | Primo turno      | Primo turno      | Primo turno    | Primo turno |  |  | Ultimo turno | Ultimo turno     | Ultimo turno     | Ultimo turno | Ultimo turno |  |
|  |             |                  |                  |                |             |  |  |              |                  |                  |              |              |  |
|  |             | Marc Gicquel     | Marc Gicquel     | Marc Gicquel   | 6           |  |  |              |                  |                  |              |              |  |
|  | 5           | Cyril Saulnier   | Cyril Saulnier   | Cyril Saulnier | 1r          |  |  |              | Marc Gicquel     | Marc Gicquel     | 3            | 4            |  |
|  | 7           | Dmitrij Tursunov | Dmitrij Tursunov | 7              | 6           |  |  | 7            | Dmitrij Tursunov | Dmitrij Tursunov | 6            | 6            |  |
|  |             | Thomas Enqvist   | Thomas Enqvist   | 62             | 4           |  |  |              |                  |                  |              |              |  |

### Sezione 6
|  | Primo turno | Primo turno      | Primo turno      | Primo turno | Primo turno |  |  | Ultimo turno | Ultimo turno     | Ultimo turno     | Ultimo turno | Ultimo turno |  |
|  |             |                  |                  |             |             |  |  |              |                  |                  |              |              |  |
|  |             | Julien Benneteau | Julien Benneteau | 6           | 7           |  |  |              |                  |                  |              |              |  |
|  | 6           | Ivo Minář        | Ivo Minář        | 3           | 612         |  |  |              | Julien Benneteau | Julien Benneteau | 3            | 64           |  |
|  | 10          | Nicolás Lapentti | 7                | 4           | 6           |  |  | 10           | Nicolás Lapentti | Nicolás Lapentti | 6            | 7            |  |
|  |             | Gilles Simon     | 63               | 6           | 4           |  |  |              |                  |                  |              |              |  |